# Serra del Cabezo (Alt Millars)
La serra del Cabeço (en castellà, Sierra del Cabezo) és un massís muntanyós situat a la banda oriental del Sistema Ibèric, al nord-oest del País Valencià, a la comarca castellanoparlant de l'Alt Millars. S'alça entre els termes de Sucaina, Lludient i el Castell de Vilamalefa i fa de frontera natural entre les tres localitats. És en la zona de la Jara, en el terme del Castell de Vilamalefa, on arriba a la seua cota màxima, amb poc més de 930 msnm.
La serra està tancada al nord pel barranc del Mas d'Aguilar, a l'est per la vall del riu de Villahermosa, i al sud i a l'oest per la vall de la rambla de santa Anna.
Les seues altures més importants són:
- La Jara: 930,67 msnm
- La Loma de Benachera: 916,44 msnm
- La Peña del Soldado: 885 msnm
- La Peña de las Herrerías: 880,76 msnm
- El Cabezo de Mingoyerbas: 826,89 msnm
- El Morrón de la Cingla o Cabezo Royo: 806,53 msnm